# Meierythrops parvispinis
Meierythrops parvispinis är en kräftdjursart som beskrevs av Nobuyuki Fukuoka och Murano 200. Meierythrops parvispinis ingår i släktet Meierythrops och familjen Mysidae. Inga underarter finns listade i Catalogue of Life.